# Syndemis
Syndemis is een geslacht van vlinders van de familie bladrollers (Tortricidae), uit de onderfamilie Tortricinae.

## Soorten
- S. accinctana (Chrétien, 1915)
- S. afflictana (Walker, 1863)
- S. buruana Diakonoff, 1941
- S. duplex Diakonoff, 1948
- S. erythrothorax Diakonoff, 1944
- S. labyrinthodes Diakonoff, 1953
- S. miae Diakonoff, 1948
- S. musculana - Struikbladroller Hübner, 1799
- S. plumosa Diakonoff, 1953
- S. saburrana Zeller, 1852
- S. supervacanea Razowski, 1984
- S. tetrops Diakonoff, 1944
- S. xanthopterana Kostjuk, 1980